# Făureni
Făureni – wieś w Rumunii, w okręgu Kluż, w gminie Vultureni. W 2011 roku liczyła 216 mieszkańców.